# Голубівка (Сіверськодонецький район)
Голубі́вка — село в Рубіжанській міській громаді Сіверськодонецького району Луганської області України. Населення становить 462 осіб.
Село постраждало внаслідок геноциду українського народу, вчиненого урядом СССР у 1932—1933 роках, кількість встановлених жертв в Голубівській сільраді — 355 людей.

## Також
- Перелік населених пунктів, що постраждали від Голодомору 1932-1933, Луганська область